# William Thaddeus Coleman Jr.
William Thaddeus Coleman Jr. (7 de julio de 1920 - 31 de marzo de 2017) fue un abogado y político estadounidense quien sirvió como el Secretario de Transporte de los Estados Unidos. Como abogado, Coleman desempeñó un papel clave en muchos casos de derechos civiles.

## Biografía
Coleman nació en Germantown, Filadelfia, Pennsilvania.  Fue uno de siete estudiantes negros del Colegio de Germantown,  y entonces asistió a la Universidad de Pensilvania, donde especializó en las ciencias políticas y economía, y se graduó en 1941. Fue aceptado a la Escuela de Derecho Harvard, pero salió en 1943 para alistarse al Cuerpo Aéreo del Ejército, y pasó la guerra defendiendo los acusados en cortes marciales. Después de la guerra,  se graduó de la Escuela de Derechos Harvard en 1946, primero en su clase.

Coleman empezó su carrera jurídica en 1947 como asistente legal en el Tercer Circuito de Cortes de Apelaciones y en la Corte Suprema en 1948. Fue el primer afroestadounidense enser un asistente legal en la Corte Suprema.
Coleman fue contratado por el bufete Paul, Weiss, Rifkind, Wharton y Garrison en 1949. Thurgood Marshall, el abogado en jefe de la NAACP, reclutó a Coleman para ser un estratega principal y coautor del escrito legal en el Caso Brown contra Consejo de Educación (1954), en el que la Corte Suprema falló que la segregación racial en escuelas públicas no es constitucional.
Sirvió como miembro del comité legal nacional del NAACP y miembro de su comité ejecutivo. Sirvió en varias posiciones gubernamentales entre 1959 y 1975.
Durante la investigación del Asesinato de John F. Kennedy, Coleman como parte de la comisión conoció a Fidel Castro, quien quería negar cualquiera implicación en el asesinato, en un barco de pesca cerca de la costa de Cuba. En 1969, fue miemro de la delegación de los Estados Unidos a la sesión vigésimo cuarta de la Asamblea General de las Naciones Unidas. Coleman también sirvió en los consejos de PepsiCo, IBM, Chase Manhattan Bank, y Pan American World Airways.  

Bandera del Secretario de Transporte de los Estados Unidos

El presidente Gerald Ford nombró a Coleman el cuarto Secretario de Transporte el 7 de marzo de 1975. Durante su tiempo como secretario, se abrió la facilidad de pruebas de automóviles del NHTSA, y el Departamento  estableció la Oficina de Transporte de Materiales para abordar la seguridad de oleoductos y el envío seguro de materiales peligrosos.  Coleman también aprobó un período de pruebas para el jet Concorde. Coleman rechazó presión de activistas de consumidores para un mandato federal sobre bolsas de aire.  El mandato de Coleman terminó en enero de 1977 cuando  Jimmy Carter entró la Casa Blanca.

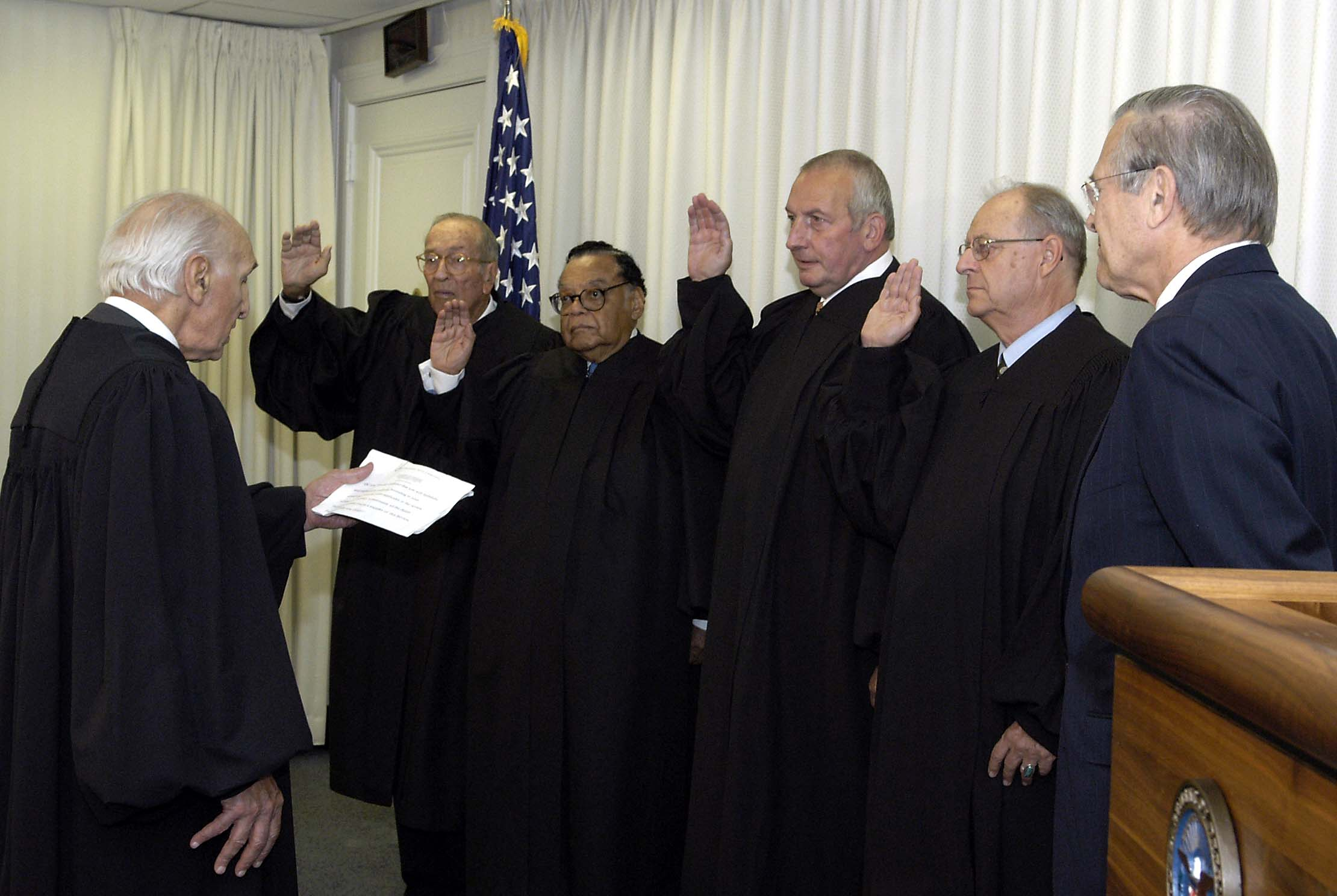
Coleman, tercero de la izquierda, siendo jurado en la Corte de Revista de Comisiones Militares de los Estados Unidos.

Al salir del Departamento, Coleman volvió a Filadelfia y entonces se hizo socio en el bufete O'Melveny y Myers. Colman arguyó 19 casos ante la Corte Suprema.
El 29 de septiembre de 1995, Coleman fue otorgado la Medalla Presidencial de la Libertad por el presidente Bill Clinton. Después del accidente del Vuelo 800 de TWA, sirvió en la Comisión del Presidente de Seguridad de Aerolíneas y Aeropuertos. 
En septiembre de 2004, el presidente George W. Bush nombró a Coleman a la Corte de Revista de Comisiones Militares de los Estados Unidos.
Coleman murió por complicaciones de la Enfermedad de Alzheimer en Alexandria, Virginia el 31 de marzo de 2017 a los 96 años.